# 拉讷韦勒莱塞
拉讷韦勒莱塞（法語：La Neuvelle-lès-Scey，法語發音：[la nøvɛl lɛ sɛ]，意为“塞附近的拉讷韦勒”）是法国上索恩省的一个市镇，属于沃苏勒区。

## 地理
拉讷韦勒莱塞（47°41'43"N, 5°55'59"E）面积6.46 平方千米，位于法国勃艮第-弗朗什-孔泰大區上索恩省，该省份为法国东部内陆省份，北起顺时针与孚日省、贝尔福地区省、杜省、汝拉省、科多尔省和上马恩省接壤。
与拉讷韦勒莱塞接壤的市镇（或旧市镇、城区）包括：阿尔伯塞、孔博方丹、孔夫拉库尔、索恩河畔塞和圣阿尔班。

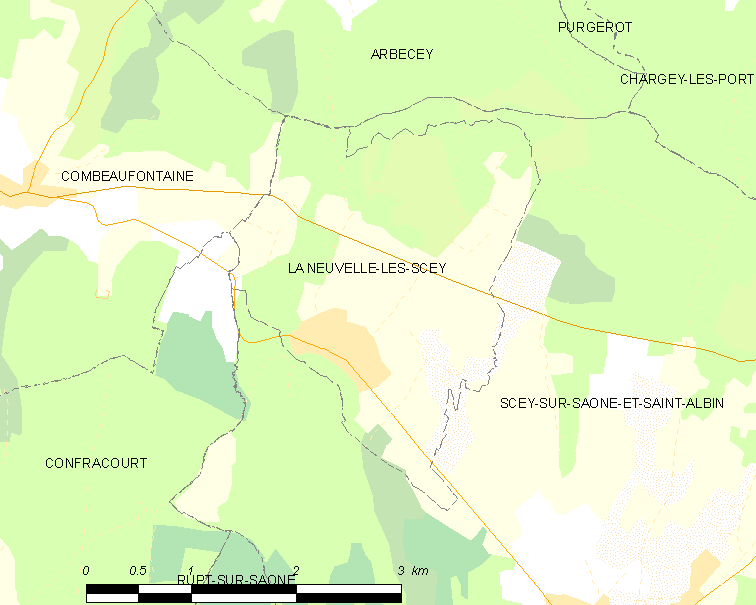
拉讷韦勒莱塞的OSM定位图

拉讷韦勒莱塞的时区为UTC+01:00、UTC+02:00（夏令时）。

## 行政
拉讷韦勒莱塞的邮政编码为70360，INSEE市镇编码为70386。

## 政治
拉讷韦勒莱塞所属的省级选区为瑞塞县。

## 人口

1962-2008年间拉讷韦勒莱塞人口变化图示

拉讷韦勒莱塞于2022年1月1日时的人口数量为170人。